# Gerard Sekoto
Jan Gerard Sekoto (* 9. Dezember 1913 in Botshabelo, Südafrika; † 20. März 1993 in Nogent-sur-Marne, Frankreich) war ein südafrikanischer Maler und Musiker. Er war der erste schwarze südafrikanische Maler, der international Erfolg hatte. Sein Stil wird als sozialer Realismus beschrieben.

## Leben

### Südafrika
Sekoto wurde als Sohn des evangelischen Missionars und Lehrers Andreas Sekoto und seiner Frau Anne in Botshabelo bei Middelburg im damaligen East Transvaal geboren. Er wuchs auf der Wonderhoek Farm auf und besuchte ab 1930 das anglikanische Grace Dieu Diocesan Training College bei Pietersburg (heute Polokwane), wo er eine kunstorientierte Lehrerausbildung erhielt. Hier lernte er auch den Künstler Ernest Mancoba kennen, mit dem ihn eine lange Freundschaft verband.
Sekoto unterrichtete vier Jahre an der Khaiso Secondary School in Seshego nahe Pietersburg. 1938 belegte er den zweiten Platz in einem Malwettbewerb der University Fort Hare und zog nach Johannesburg in den Stadtteil Sophiatown, um dort als Maler zu arbeiten. Der Lehrer Roger Castle, ein Geistlicher, unterstützte ihn dabei.
1939 hatte er seine erste Gruppenausstellung in der Johannesburger Gainsborough Gallery; im Folgejahr war es die Johannesburg Art Gallery, die von ihm und damit erstmals von einem Schwarzen ein Bild erwarb, das Gemälde Yellow Houses, auch Yellow Houses, a street in Sophiatown. 1942 zog Sekoto nach Kapstadt in den District Six, drei Jahre später nach Eastwood in Pretoria. Dort entstand auch sein Bild Song of the Pick, das eine Reihe schwarzer Arbeiter und einen weißen Aufseher darstellt. In den 1940er Jahren stellte Sekoto meist Personen und Szenen der südafrikanischen Townships dar. Er verkaufte viele seiner Bilder und hatte mehrere Einzelausstellungen.

### Frankreich und Senegal
1947 emigrierte Sekoto nach Paris, das er als „Mekka der Kunst“ sah. Anfangs musste er als Pianist und Sänger in Nachtclubs sein Auskommen sichern; unter anderem spielte er Jazz und sang Spirituals. 1948 fand das in der Tate Gallery ausgestellte Bild Sixpence a Door die Bewunderung von Elizabeth Bowes-Lyon, der Mutter der späteren Königin Elizabeth II. 1949 musste Sekoto wegen Halluzinationen einige Zeit in einer Klinik verbringen. Dort schuf er Porträts von Mitpatienten, die deren seelische Krankheiten widerspiegeln. Nach seiner Entlassung begann er eine Beziehung mit Marthe Baillon, die bis zu ihrem Tod im Jahre 1976 andauerte. Baillon war 19 Jahre älter und unter ihrem Mädchennamen Hennebert von 1911 bis 1920 durch einen Briefwechsel mit Rainer Maria Rilke hervorgetreten. Sekotos Vormieter im Haus Baillons war der US-amerikanische Schriftsteller James Baldwin. Zwischen 1956 und 1960 wurden einige seiner Kompositionen in Les Editions Musicales veröffentlicht. 1966 zog Sekoto mit seinem brasilianischen Malerkollegen Tiberio Wilson (1923–2005) in den Senegal, auf Einladung des senegalesischen Präsidenten und Dichters Léopold Senghor. Anfangs lebten sie in Dakar, dann in der Region Casamance. Aufgrund einer Erkrankung seiner Lebensgefährtin kehrte Sekoto 1967 nach Paris zurück. Zwei Jahre später schrieb er eine Autobiografie, die in der Zeitschrift Présence Africaine abgedruckt wurde. Um 1970 nahmen seine Bilder zunehmend politischen Charakter an. 1971 hatte er in Paris eine Ausstellung zusammen mit dem Südafrikaner Louis Maurice, mit dem er schon 1944 in Kapstadt ausgestellt hatte. Auch in Stockholm, Venedig, Washington, D.C., im Senegal und in Südafrika fanden Ausstellungen mit Sekotos Werken statt. Anschließend geriet sein Werk jedoch in Vergessenheit.
1984 war er fast mittellos, seine Wohnung wurde gekündigt. Er lebte fortan auf Kosten des französischen Staates in einem Heim in Corbeil-Essonnes bei Paris. Nach einem Verkehrsunfall, bei dem er sich beide Beine brach, lag er drei Jahre im Krankenhaus in Draveil. In dieser Zeit erfuhr er durch die Recherchen der Johannesburger Kunsthistorikerin Barbara Lindop erneut überregionale Anerkennung; zahlreiche verschollen geglaubte Gemälde konnten aufgespürt werden. Bei ihren Forschungen erhielt sie durch den Literaten Mongane Wally Serote, Sekotos Neffen, Unterstützung. 1989 hatte Sekoto erstmals eine eigene Ausstellung in der Johannesburg Art Gallery, im selben Jahr erhielt er in Abwesenheit die Ehrendoktorwürde der Johannesburger Witwatersrand University. Versuche, ihn zur Rückkehr nach Südafrika zu bewegen, schlugen fehl.
Nach seiner Genesung lebte Sekoto in einem Altersheim für Künstler in Nogent-sur-Marne, wo er 1993 verstarb. Er wurde in Nogent-sur-Marne beerdigt.
Sekotos Gemälde zeichnen sich durch einen teilweise expressionistischen Stil mit kräftigen Farben und ungewohnten Perspektiven aus. Besonders in den 1930er Jahren fertigte er auch Zeichnungen an.

## Auszeichnungen
- 1968: XIX Grand Prix International de Peinture de Deauville
- 1989: Ehrendoktorwürde der University of the Witwatersrand
- 1989: Chevalier des Arts et des Lettres
- 2003: Order of Ikhamanga in Gold (postum)[8]

## Sonstiges
- 1996 gab die südafrikanische Post mehrere Briefmarken mit Motiven nach Sekotos Gemälden heraus.[11]
- 2004 gab die Fusion-Band The Blue Heads, benannt nach einer Gemäldeserie Sekotos aus den 1960er Jahren, ein Album mit Songs von Sekoto heraus.[12]
- Der Gerard Sekoto Award wird seit 2004 jährlich von der Gerard Sekoto Foundation vergeben. Er wird jeweils im Rahmen der Vergabe der ABSA L’Atelier Art Awards an einen jungen Künstler verliehen und ist mit einem dreimonatigen Aufenthalt in Paris verbunden.
- Yellow Houses, District Six, entstanden zwischen 1942 und 1945, wurde 2011 für rund 600.000 Pfund Sterling in London versteigert.[13]